# Lý thuyết Solunar
Lý thuyết Solunar là một giả thuyết cho rằng động vật và cá di chuyển theo vị trí của mặt trăng so với cơ thể của chúng. Lý thuyết được đưa ra vào năm 1926 bởi John Alden Knight, nhưng được cho là được sử dụng bởi thợ săn và ngư dân từ lâu trước khi nó được xuất bản.

## Lịch sử
Vào tháng 5 năm 1926, John Aldenn Knight đã kết hợp một số họa động câu cá văn hóa dân gian và các yếu tố đánh bắt khác như mặt trời và mặt trăng, do đó có tên Solunar (Sol để chỉ mặt trời và Lunar cho mặt trăng) để hình thành một lý thuyết về mô hình chuyển động của động vật. Knight đã biên soạn một danh sách các yếu tố kiểm soát hoặc ảnh hưởng đến hành vi hàng ngày của nhiều loài cá nước ngọt và nước mặn. Mỗi một trong số 33 yếu tố khác nhau đã được xem xét. Cả ba đều bị từ chối. Ba yếu tố được giữ lại là mặt trời, mặt trăng và thủy triều. Đối với câu cá nước mặn, thủy triều từ lâu đã được biết đến như một yếu tố kiểm soát hành vi của cá. Khi nghiên cứu của Knight tiến triển, ông thấy rằng thay vì chỉ là thủy triều, mối quan hệ của các vị trí của mặt trăng và mặt trời với nhau cũng có thể là một yếu tố quyết định. Ngoài thời điểm trăng nằm trên đầu (trăng nằm trên đầu) - trăng nằm dưới chân, nghiên cứu của ông xác định rằng đã có thời gian trung gian của ngày hôm đó xảy ra ở giữa hai giai đoạn chính. Từ đó, ông xác định rằng có những thời kỳ chính (mặt trăng lên - mặt trăng xuống) và thời kỳ nhỏ. Knight đã xuất bản bảng Solunar đầu tiên vào năm 1936.

## Bảng biểu
Bảng Solunar là những bảng mà ngư dân và thợ săn sử dụng để xác định những ngày tốt nhất trong tháng và thời gian trong ngày để bắt cá và săn bắn. Biết thời gian của thủy triều, mặt trời mọc và hoàng hôn giúp ngư dân dự đoán khi nào cá sẽ cắn câu. Đối với thợ săn, thủy triều không phải là một yếu tố. Các thợ săn sử dụng sự liên kết của mặt trời và mặt trăng để xác định thời điểm có khả năng di chuyển nhiều nhất. Các điều kiện khác không thuận lợi, cá sẽ kiếm ăn, động vật trên cạn sẽ di chuyển, chim sẽ hót và bay từ nơi này sang nơi khác, theo lý thuyết, tất cả các sinh vật sống sẽ trở nên hoạt động hơn, sống động hơn, trong thời gian mặt trăng so với các thời điểm khác rõ ràng giá trị trung bình. "... những người câu cá đã nhận thấy rằng đó là một hướng dẫn để câu cá tốt nhất mỗi ngày và chất lượng môn thể thao của họ đã được cải thiện..." 
Sử dụng những chiếc bảng này, một ngư dân và thợ săn có thể biết khi nào mặt trăng trực tiếp dưới chân hoặc trên cao. Hoạt động mạnh nhất xảy ra khi có trăng tròn hoặc mặt trăng mới và yếu nhất khi có trăng tròn hoặc trăng ba phần tư. Điều này là do lực hấp dẫn kết hợp của mặt trăng và mặt trời mạnh nhất khi cả hai đều ở ngay trên hoặc ngay dưới đầu chúng ta. Mọi người hiện có quyền truy cập vào dữ liệu mặt trăng tốt hơn nhờ công nghệ cải tiến, khai thác Đài quan sát hải quân Hoa Kỳ và cũng vì sự sẵn có và cải tiến của công nghệ GPS. Những công nghệ mới này đã cho phép lý thuyết solunar tạo ra thời gian săn bắn và câu cá với độ chính xác cao hơn nhiều.
Điều quan trọng cần lưu ý là dữ liệu trong các bảng được tìm thấy trên các trang web khác nhau phải được định kỳ theo định kỳ với dữ liệu Quan sát Hải quân Hoa Kỳ có sẵn, cũng như so sánh với các nhà cung cấp dữ liệu solunar có uy tín khác. Sự không nhất quán rất nhiều do tính chất phức tạp của các tính toán vật lý thiên văn và bỏ qua kiểm tra dị thường liên quan được yêu cầu để tạo ra kết quả hữu ích. Quá cảnh mặt trăng không xảy ra quá một ngày hoặc thời gian liên quan bị tắt hơn một vài phút là dấu hiệu của một vấn đề cơ bản cho một vị trí nhất định và nên bị nghi ngờ. Tất cả các nhà cung cấp dữ liệu nên được xác minh trước khi giả sử dữ liệu được trình bày là có thẩm quyền hoặc chính xác.